# Мажарка
Мажарка (укр. Мажарка) — село,
Мажарский сельский совет,
Кегичёвский район,
Харьковская область, Украина.
Код КОАТУУ — 6323182501. Население по переписи 2001 года составляет 806 (363/443 м/ж) человек.
Является административным центром Мажарского сельского совета, в который не входят другие населённые пункты.

## Географическое положение
Село Мажарка находится у истоков реки Можарка, ниже по течению на расстоянии в 4 км расположены сёла Волковка и Серго.
Река в этом месте пересыхает, на ней сделаны несколько запруд.
Через село проходит автомобильная дорога Т-2118.

## История
- 1859 — дата основания.

## Экономика
- Молочно-товарная ферма.
- КСП «Комминтерн».
- ООО «Мажарка».

## Объекты социальной сферы
- Школа.
- Больница.

## Достопримечательности
- Братская могила и Памятный знак воинам-односельчанам. Похоронено 25 воинов.